# Рябчук Анастасія Миколаївна
Рябчук Анастасія Миколаївна (4 липня 1984, Львів) — соціолог, дослідниця праці, бідності, робітничого та трудового руху в Україні та Південній Африці. Співзасновниця журналу соціальної критики «Спільне» та видавничого проекту «Медуза». Дочка Миколи Рябчука й Наталки Білоцерківець.

## Освіта
2001-2005 — Національний університет «Києво-Могилянська академія», кафедра соціальних наук та соціальних технологій, бакалавр соціальних наук (спеціальність — соціологія, напрям — політологія).
2005-2006 — закінчила магістратуру Кембриджського університету (магістр філософії з сучасного суспільства та глобальних трансформацій).
2006-2012 — Національний університет «Києво-Могилянська академія», кафедра соціальних наук та соціальних технологій, кандидат наук у галузі соціальної структури та соціальних відносин. Докторська програма спільного нагляду з Вищою школою з соціальних наук, Париж (стипендія французького уряду). У 2012 році захистила дисертацію на здобуття ступеня кандидата соціологічних наук. Тема дисертації: «Структурні чинники відтворення та соціальної репрезентації бездомності».
2013-2018 — наукова співробітниця відділу досліджень з соціальних змін у південноафриканському дослідженні, мала декретну відпустку (лютий-червень 2014 року; вересень-грудень 2016 року), (Південно-Африканська Республіка).

## Професійна діяльність
В 1999–2000роках працювала викладачкою німецької мови у початковій школі Риджвью. У 2000 році паралельно працювала помічницею бібліотекаря у Публічній бібліотеці Ліберті в штаті Міссурі. З 2002 року працювала кореспонденткою літературного журналу «Книжковий клуб Плюс», також публікувалася в інших видавництвах. У 2003–2004 роках працювала асистенткою бібліотекаря у Науковій бібліотеці Національного університету «Києво-Могилянська академія».[джерело?]
У 2004–2005 роках була координаторкою програм для безхатченків; брала участь у позашкільному проекті «Карітас-Україна» для дітей, які опинилися під загрозою бездомності. Працювала викладачкою словенської мови на кафедрі іноземних мов в Національному університеті «Києво-Могилянська академія» з 2004 по 2005 рік. У травні 2005 року працювала помічницею у галереї у центрі сучасного мистецтва в місті Київ. У червні 2006 року працювала викладачкою французької мови (академічні програми «Оксбрідж»), Париж.[джерело?] З листопаду 2010 року по грудень 2010 року Анастасія спільно з Євгенією Бєлорусець була кураторкою та співавторкою виставки документальної фотографії «Вулиця Гоголя, 32» та серії семінарів з питань бідності, бездомності та житлових умов у Києві.
З травня 2008 року Рябчук є викладачкою соціології на кафедрі соціальних наук та соціальних технологій, НаУКМА.
Була співзасновницею журналу соціальної критики «Спільне» та головною редакторкою першого і шостого (спільно з Тамарою Марценюк) випусків журналу.
З січня 2013 року — член редакційної колегії «Debatte»: журнал для сучасної Центральної та Східної Європи (рецензований, виданий Routledge — Taylor & Francis). З 2014 по 2018 роки проводила постдокторські дослідження в Центрі суспільних змін Університету Йоганнесбурга (Південно-Африканська Республіка).
Сфера наукових інтересів Анастасії Рябчук та головні напрями дослідження — бідність, бездомність і міська маргінальність, соціальна політика, якісні методи у соціологічних дослідженнях, соціологія П'єра Бурдьє. У Центрі дослідження Голокосту і геноцидів вона займалася питанням нацистської політики щодо бездомних та «асоціалів».
Була координаторкою колективного дослідницького проекту «Праця і робітничий рух в Україні».

## Особисте життя
Анастасія Рябчук володіє українською, англійською, французькою, російською мовами. Добре знає польську, італійську, німецьку та словенську мови. На базовому рівні володіє іспанською, португальською, сербохорватською мовами. Була подругою Богдана Сольчаника.

### Сім'я
- мати Наталка Білоцерківець (1954) — поет, перекладач;
- батько Микола Рябчук (1953) — культуролог, журналіст;
- брат Юрій Рябчук (1988) — музикант;
- донька — Агафія (2014).

## Основні публікації
- Зайві люди: бездомні на вулицях Києва. — К.: Четверта хвиля, 2005. 99 с.
- «Формування» і «занепад» робітничого класу (спроба огляду) // Україна Модерна. — 2009. — Ч.3(14). — С.126–142.
- Криміналізація бездомності на пострадянських теренах // Спільне. — 2010, № 1: Криміналізація соціальних проблем.
- Якість життя для обраних // Спільне. — 2010, № 2: Трансформації міського простору. — С. 154—156.
- Проблема «асоціалів» у Нацистській Німеччині // Спільне. — 2012, № 5: Політекономія расизму. — С. 79–85
- Зайві люди: бездомні на вулиці Києва // Четверта Хвиля. — 100 р.
- 1:as--sm-rn-s&catid=23 Адаптаційний дискурс як засіб маргіналізації робітничого класу в пострадянських суспільствах[недоступне посилання з липня 2019] // Соціологія: теорія, методи, №. 1, 2007, с.105-114.
- Соціальна маргінальність у міському середовищі. (Social marginality in an urban setting — In Ukrainian) // Соціальна політика і соціальна робота. №.1-2.
- Руйнування повсякденності: фоторепортаж з будинку на Гоголівській (The destruction of everyday life: a photographic report from a house on Gogol street) // Спільне: журнал соціальної критики, №.2.
- Обмеження у підготовці до складання ЗНО учнями із сільської місцевості (Limitations in preparing for External Independent Evaluation by students from rural areas) // Соціологія: теорія, методи, маркетинг — 2015., No1. — С. 116—131. (у співавторстві з Вікторією Мулявкою)
- Кінопоїзд до ХМЗ: коментарі до відеодокументації робітничих протестів на Херсонському машинобудівному заводі. (Cine-train to KhMZ: comments on video-documentation of workers' protests at the Kherson machine-building plant) // Спільне: журнал соціальної критики, № 4.
- Подвійне навантаження як соціальний феномен в умовах сучасної України на прикладі поєднання навчання і роботи студентами м. Києва (Double burden as a social phenomenon in contemporary Ukraine: the case of combining work and study by university students in Kyiv) // Методологія, теорія і практика соціологічного аналізу сучасного суспільства. Випуск 18. (у співавторстві з Оленою Цибанковою).
- Незадовільні житлові умови як наслідок комерціалізації ринку житла в пост-радянській Україні. (Unsatisfactory housing conditions as a consequence of commercialization of the housing market in post-Soviet Ukraine) // Економіка України, т.8, випуск 633, с.88-96.
- Divergent trajectories of the miners’ movements in Ukraine and South Africa // Наукові записки НаУКМА. Соціологічні науки. — 2013. — Т.148
- Right Revolution? Hopes and Perils of the Euromaidan Protests in Ukraine // Debatte: journal for contemporary Central and Eastern Europe, Vol.22, Issue 1, pp. 127–134.
- Perpetuation and transformation of the split-household strategy of labour migrants: the case of a Carpathian village // EMECON: Зайнятість та економіка у Центральній та Східній Європі. Vol. 1. — 10p.
- From communism to capitalism, from production to consumption: the case of the Bilshovyk plant and shopping center in Kyiv // Огляд радикальної історії. Vol. 114. — pp. 29– 37. (у співавторстві з Наталією Онищенко).
- Nostalgia for the past or claim-making for the future: the case of Ukrainian professional public sector workers // AFP Робочі документи. Vol. 2. — pp. 61–71.
- The implications of adaptation discourse for the post communist working class // Debatte: журнал для сучасної Центральної та Східної Європи, April 2009, pp. 55–64.
- La culture du «bomj»: réponse critique a l'approche culturaliste. (The culture of the «bomj»: a critical response to a culturalist approach — In French). In: P. Bruneteaux et D. Terrolle (eds) L'arrière-cour de la mondialisation: ethnographie des paupérisés. Paris: Croquant. — pp. 353–375.

Переклад
- П'єр Бурдьє, Лоїк Вакан. Рефлексивна соціологія / Переклад з англ. Анастасії Рябчук. — Київ: Медуза, 2015.